# سیارک ۱۷۵۰۹
سیارک ۱۷۵۰۹ (به انگلیسی: 17509 Ikumadan، نامگذاری:1992JR) هفده هزار و پانصد و نهمین سیارک کشف شده‌است که در ۴ مه ۱۹۹۲ کشف شد.